# К-145 (атомний підводний човен СРСР)
| К-145 (атомний підводний човен СРСР) | К-145 (атомний підводний човен СРСР)                        | К-145 (атомний підводний човен СРСР)                        |
| ------------------------------------ | ----------------------------------------------------------- | ----------------------------------------------------------- |
|                                      |                                                             |                                                             |
|                                      |                                                             |                                                             |
|                                      |                                                             |                                                             |
| Під прапором                         | СРСР                                                        | СРСР                                                        |
| Спуск на воду                        | 30 травня 1962 р (1 човен)                                  | 30 травня 1962 р (1 човен)                                  |
| Виведений зі складу флоту            | 14 березня 1989 р                                           | 14 березня 1989 р                                           |
| Проєкт                               |                                                             |                                                             |
| Тип ПЧ                               | Підводний човен атомний з балістичними ракетами             | Підводний човен атомний з балістичними ракетами             |
| Розробник проєкту                    | ЦКБ-18                                                      | ЦКБ-18                                                      |
| Головний конструктор                 | Ковалів С. М.                                               | Ковалів С. М.                                               |
| Класифікація НАТО                    | Hotel-III                                                   | Hotel-III                                                   |
| Основні характеристики               |                                                             |                                                             |
| Швидкість (надводна)                 | 15 вузлів (29 км/год)                                       | 15 вузлів (29 км/год)                                       |
| Швидкість (підводна)                 | 26 вузлів (50 км/год)                                       | 26 вузлів (50 км/год)                                       |
| Робоча глибина занурення             | 240 м                                                       | 240 м                                                       |
| Гранична глибина занурення           | 300 м                                                       | 300 м                                                       |
| Автономність плавання                | 50 діб                                                      | 50 діб                                                      |
| Екіпаж                               | 104—114 осіб                                                | 104—114 осіб                                                |
| Розміри                              |                                                             |                                                             |
| Довжина найбільша (по КВЛ)           | 114 м                                                       | 114 м                                                       |
| Ширина корпусу найб.                 | 9,2 м                                                       | 9,2 м                                                       |
| Середня осадка (по КВЛ)              | 7,68 м                                                      | 7,68 м                                                      |
| Водотоннажність надводна             | 4039 т                                                      | 4039 т                                                      |
| Водотоннажність підводна             | 5300 т                                                      | 5300 т                                                      |
| Озброєння                            |                                                             |                                                             |
| Торпедно- мінне озброєння            | 4 носових ТА калібру 533-мм (торпед), 2ТА 400-мм (6 торпед) | 4 носових ТА калібру 533-мм (торпед), 2ТА 400-мм (6 торпед) |
| Ракетне озброєння                    | Комплекс Д-9 (6 ракет Р-29)                                 | Комплекс Д-9 (6 ракет Р-29)                                 |

К-145 — тип експериментально-бойового підводного човна атомного з ракетами балістичними проєкту 701, атомних ракетних підводних крейсерів стратегічного призначення, озброєних ракетним комплексом Д-9 з 6 балістичними ракетами Р-29.

## Історія
Переобладнання човна К-145 проєкту 658 розпочалося у грудні 1965 році. З серпня 1970 на човні проводилися випробовування ракетного комплексу Д-9, перший запуск ракети був проведений 25 грудня 1971 року. А 12 березня 1994 року ракетний комплекс Д-9 був прийнятий на озброєння, хоча випробовування на човні завершилися вже до листопада 1972 року.
19 грудня 1976 К-145 був зарахований до складу 18-ї дивізії 11-ї флотилії підводних човнів з місцем базування в Греміху.
Через велику потужність ракет і їх розташування в один ряд човен К-145 проєкту 701 на флоті називали «термоядерним парканом».

## Конструкція

### Енергетичне обладнання
З березня по червень 1979 року на човні проводилася перезарядження активних зон реакторів.

## Експлуатація
14 листопада 1962 року прийнятий до складу флоту.
1963—1965 роках проводилися відпрацювання завдань бойової підготовки.
1965—1970 проводилося переобладнання у проєкт 701.
Серпень 1970 — грудень 1972, проводилися на човні випробовування ракетного комплекс Р-29.
1977—1978 заходився на бойовому чергуванні.
1979—1980 роках виконав два автономних походи на бойову службу.
В 1984—1989 роках К-145 перебував на бойовому чергуванні
В період служби човен пройшов 83140 морських миль за 11798 ходових годин.
14 березня 1989 року човен був виведений з бойового складу ВМФ

## Ремонти і модернізації
1965—1970 роки переобладнання в проєкт 701
З листопада 1972 по грудень 1976 човен проєкту 701 перебував у середньому ремонті і дообладнанні в бойовий човен.

## Представники
| Назва | Заводський номер | Закладений    | Спущений на воду | Прийнятий флотом | Виведений з Флоту |
| ----- | ---------------- | ------------- | ---------------- | ---------------- | ----------------- |
| К-145 | 906              | 21 січня 1961 | 30 травня 1962   | 23 жовтня 1962   | 14 березня 1989   |